# Cacopsylla mali
Cacopsylla mali är en insektsart som först beskrevs av Schmidberger 1836.  Cacopsylla mali ingår i släktet Cacopsylla och familjen rundbladloppor. Arten är reproducerande i Sverige. Inga underarter finns listade i Catalogue of Life.